# Helga Ancher
Helga Cathrine Ancher (født 19. august 1883 i Skagen, død 18. marts 1964 smst.) var en dansk maler.
Som eneste barn af Anna og Michael Ancher og med flere af Skagensmalerne som faddere lå det lige for, at Helga Ancher også blev kunstner, og hun gik da også tidligt i deres fodspor. Hun gik på Kunstakademiets Kunstskole for Kvinder 1901-1904, hvor hun blev undervist af Valdemar Irminger og Viggo Johansen. 1909-1910 læste hun hos Simon og Ménard i Paris.
De fleste af Anchers billeder er fra Skagen Østerby. Hun har malet interiører fra det Brøndumske havehus, fra Brøndums Hotel og fra det Ancherske hjem. Helga Ancher udstillede kun i begrænset omfang. Hun havde testamentarisk bestemt, at alt hvad hun efterlod sig skulle indgå i et fond, Helga Anchers Fond, herunder også forældrenes hjem med indbo, og det står, som da Anna Ancher døde i 1935.
Helga Ancher modtog Tagea Brandts Rejselegat i 1958.
Hun var ugift og er begravet ved siden af sine forældre på Assistens Kirkegård i Skagen.